# Tom Pryce
Thomas "Tom" Maldwyn Pryce (Ruthin, Denbighshire, 11 de junho de 1949 — Kyalami, 5 de março de 1977) foi um piloto britânico de Fórmula 1.
Pryce teve sua passagem por esse esporte caracterizada por um dos acidentes mais trágicos e bizarros de sua história. O acidente ocorreu na pista de Kyalami, na África do Sul, no dia 5 de março do ano de 1977.
Pryce, então com 27 anos, conduzia um carro da equipe Shadow, com o número 16. Após um acidente com outro Shadow, do italiano Renzo Zorzi, alguns fiscais de pista buscam auxiliar o italiano e precisaram cruzar a pista. O primeiro consegue se livrar, mas o segundo é atropelado violentamente por Pryce, cujo carro estava a quase 280 km/h, e o extintor por ele segurado atinge a cabeça do piloto, arrancando o capacete de sua cabeça, que perde o controle do carro e bate forte. Pryce não resiste e morre instantaneamente. O fiscal, Jansen Van Vuuren, então com apenas dezenove anos, também morreu. Ele só foi identificado por exclusão, pois seu corpo ficou irreconhecível. O Shadow de Pryce ainda foi atingir o Ligier do francês Jacques Laffite, não tendo no entanto causado mais danos físicos.
Tom foi substituído na Shadow pelo Australiano Alan Jones, que venceu ainda em 1977 o Grande Prêmio da Áustria e veio a ser Campeão do Mundo em 1980 pela Williams.
Tom Pryce iniciou sua carreira na Fórmula 1 em 1974, no Grande Prêmio da Bélgica, em Nivelles, atuando em 42 corridas. Acumulou na carreira 19 pontos, conseguindo ir ao pódium duas vezes — dois terceiros lugares —, além de ter conseguido uma pole-position.

## Resultados na Fórmula 1
(legenda) (Corridas em negrito indica pole position)
| Ano  | Equipe                     | Chassis     | Motor            | Pneus | 1       | 2       | 3       | 4       | 5       | 6      | 7       | 8       | 9       | 10      | 11      | 12      | 13      | 14      | 15      | 16      | 17 | Pontos | Posição  |
| ---- | -------------------------- | ----------- | ---------------- | ----- | ------- | ------- | ------- | ------- | ------- | ------ | ------- | ------- | ------- | ------- | ------- | ------- | ------- | ------- | ------- | ------- | -- | ------ | -------- |
| 1977 | Shadow Racing Team         | Shadow DN8  | Ford Cosworth V8 | G     | ARG NC  | BRA Ret | AFS Ret |         |         |        |         |         |         |         |         |         |         |         |         |         |    | 0      | NC (43º) |
| 1976 | Shadow Racing Team         | Shadow DN5B | Ford Cosworth V8 | G     | BRA 3º  | AFS 7º  | USW Ret | ESP 8º  | BEL 10º | MON 7º | SUE 9º  | FRA 8º  | GBR 4º  |         |         |         |         |         |         |         |    | 10     | 12º      |
| 1976 | Shadow Racing Team         | Shadow DN8  | Ford Cosworth V8 | G     |         |         |         |         |         |        |         |         |         |         |         | HOL 4º  | ITA 8º  | CAN 11º | USE Ret | JAP Ret |    | 10     | 12º      |
| 1976 | Shadow Racing with Tabatip | Shadow DN8  | Ford Cosworth V8 | G     |         |         |         |         |         |        |         |         |         | ALE 8º  | AUT Ret |         |         |         |         |         |    | 10     | 12º      |
| 1975 | UOP Shadow Racing Team     | Shadow DN3B | Ford Cosworth V8 | G     | ARG 12º | BRA Ret |         |         |         |        |         |         |         |         |         |         |         |         |         |         |    | 8      | 10º      |
| 1975 | UOP Shadow Racing Team     | Shadow DN5  | Ford Cosworth V8 | G     |         |         | AFS 9º  | ESP Ret | MON Ret | BEL 6º | SUE Ret | HOL 6º  | FRA Ret | GBR Ret | ALE 4º  | AUT 3º1 | ITA 6º  | EUA NC  |         |         |    | 8      | 10º      |
| 1974 | Token Racing               | Token RJ02  | Ford Cosworth V8 | F     |         |         |         |         | BEL Ret |        |         |         |         |         |         |         |         |         |         |         |    | 1      | 19º      |
| 1974 | UOP Shadow Racing Team     | Shadow DN3  | Ford Cosworth V8 | G     |         |         |         |         |         |        |         | HOL Ret | FRA Ret | GBR 8º  | ALE 6º  | AUT Ret | ITA 10º | CAN Ret | EUA NC  |         |    | 1      | 19º      |

↑1  Foi atribuído metade dos pontos, porque o número de voltas não alcançou 75% de sua distância percorrida.